# Quamtana molimo
Quamtana molimo is een spinnensoort uit de familie trilspinnen (Pholcidae). De soort komt voor in Lesotho.